# Rhens
Informații suplimentare: Tronul din Rhens
Rhens este un oraș în districtul Mayen-Koblenz , landul Rheinland-Pfalz, Germania.

## Atracții turistice
- Cetatea Lahneck pe celălalt mal (drept) al Rinului
- Castelul Stolzenfels pe malul stâng al Rinului
- Marksburg pe malul drept al Rinului
- Colțul german la vărsarea râului Mosel în Rin

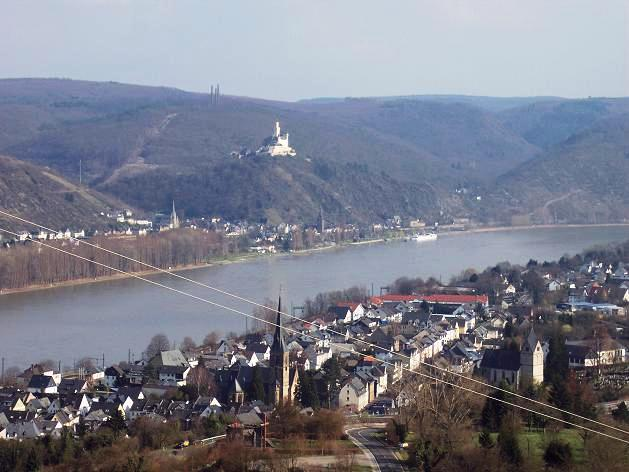
Cele două biserici catolice, pe malul celălalt al Rinului Marksburg.
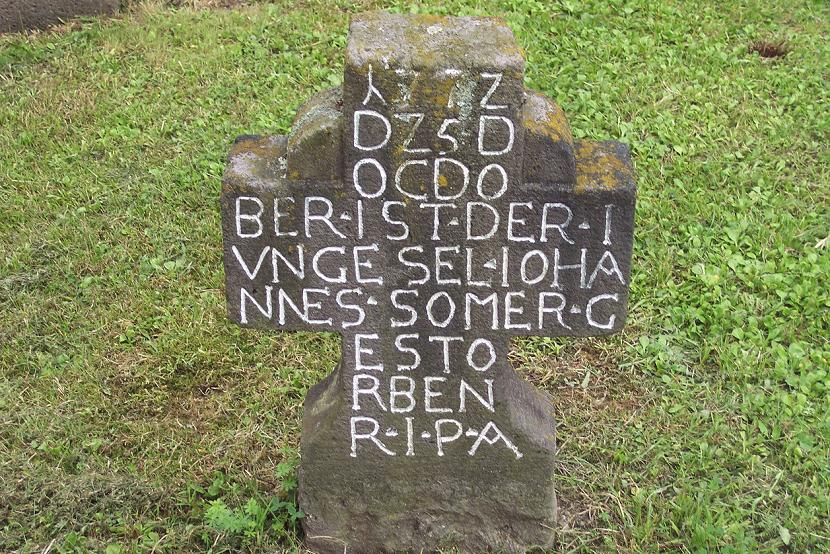
Cruce (1772?) în curtea bisericii vechi din  Rhens

1. ↑   https://www.rhens.de/, accesat în 20 martie 2025 Lipsește sau este vid: |title= (ajutor)
2. ↑  Alle politisch selbständigen Gemeinden mit ausgewählten Merkmalen am 31.12.2018 (4. Quartal) (în germană), Statistisches Bundesamt[*], arhivat din original la 10 martie 2019, accesat în 10 martie 2019